# گمینا ماکوف پودخالانگسکی
گمینا ماکوف پودخالانگسکی (به لهستانی:  Gmina Maków Podhalański) یک گمینا در لهستان است که در شهرستان سوخا واقع شده‌است. گمینا ماکوف پودخالانگسکی ۱۰۸٫۹۴ کیلومتر مربع مساحت و ۱۵٬۸۷۳ نفر جمعیت دارد.